# Necho II
Necho II (död 595 f.Kr.) var en egyptisk farao i 26:e dynastin som regerade mellan 610 och 595 f.Kr. Han var son till Psammetichus I och far till Psammetichus II. Han förde krig och förlorade mot Nebukadnessar II i Palestina och enligt Plinius den äldre och Herodotos lär han ha byggt en kanal mellan Nilen och Röda havet (en föregångare till Suezkanalen) samt utrustat en fenicisk expedition som på tre år seglade runt Afrika.